# Sistema numerico ternario bilanciato
(Donald E. Knuth)
Il ternario bilanciato è un sistema numerico posizionale non standard. È un sistema in base 3, che, a differenza del sistema ternario standard, usa come cifre -1, 0 e 1 anziché 0, 1 e 2. Le potenze di 3 usate per rappresentare il numero possono avere quindi coefficiente positivo, nullo o negativo.
La seguente tabella elenca i primi 12 numeri scritti nel sistema decimale, ternario e ternario bilanciato (viene usato il simbolo 1 per rappresentare la cifra -1).
| Decimale           | Ternario            | Ternario bilanciato                             |
| ------------------ | ------------------- | ----------------------------------------------- |
| {\displaystyle 1}  | {\displaystyle 1}   | {\displaystyle 1}                               |
| {\displaystyle 2}  | {\displaystyle 2}   | {\displaystyle 1{\bar {1}}}                     |
| {\displaystyle 3}  | {\displaystyle 10}  | {\displaystyle 10}                              |
| {\displaystyle 4}  | {\displaystyle 11}  | {\displaystyle 11}                              |
| {\displaystyle 5}  | {\displaystyle 12}  | {\displaystyle 1{\bar {1}}{\bar {1}}}           |
| {\displaystyle 6}  | {\displaystyle 20}  | {\displaystyle 1{\bar {1}}0}                    |
| {\displaystyle 7}  | {\displaystyle 21}  | {\displaystyle 1{\bar {1}}1}                    |
| {\displaystyle 8}  | {\displaystyle 22}  | {\displaystyle 10{\bar {1}}}                    |
| {\displaystyle 9}  | {\displaystyle 100} | {\displaystyle 100}                             |
| {\displaystyle 10} | {\displaystyle 101} | {\displaystyle 101}                             |
| {\displaystyle 11} | {\displaystyle 102} | {\displaystyle 11{\bar {1}}}                    |
| {\displaystyle 12} | {\displaystyle 110} | {\displaystyle 110}                             |
| {\displaystyle 13} | {\displaystyle 111} | {\displaystyle 111}                             |
| {\displaystyle 14} | {\displaystyle 112} | {\displaystyle 1{\bar {1}}{\bar {1}}{\bar {1}}} |

## Aritmetica

### Addizione
La tavola di addizione è molto semplice, tenendo solo conto che si può avere un riporto negativo
{\displaystyle {\begin{array}{cc}1&+\\0&=\\\hline 1&\\\end{array}}\ {\begin{array}{cc}1&+\\1&=\\\hline 1{\bar {1}}&\\\end{array}}\ {\begin{array}{cc}1&+\\{\bar {1}}&=\\\hline 0&\\\end{array}}\ {\begin{array}{cc}{\bar {1}}&+\\{\bar {1}}&=\\\hline {\bar {1}}1&\\\end{array}}}

### Sottrazione
La sottrazione si effettua invertendo le cifre del numero da sottrarre e sommando.

### Moltiplicazione
Anche la moltiplicazione si effettua in modo piuttosto semplice, riducendosi a una serie di cambi di segno e addizioni, come nel seguente esempio, nel quale viene eseguita l'operazione 23 × 17 = 391:
{\displaystyle {\begin{aligned}&10{\bar {1}}{\bar {1}}\ \times \\&1{\bar {1}}0{\bar {1}}\ =\\\hline &{\bar {1}}011\\0&000\\{\bar {1}}0&11\\10{\bar {1}}&{\bar {1}}\\\hline 1{\bar {1}}{\bar {1}}&{\bar {1}}111\end{aligned}}}

### Numeri negativi
Il sistema ternario bilanciato non ha bisogno di un segno meno per rappresentare i numeri negativi. Per cambiare il segno di un numero basta cambiare il segno delle sue cifre.
{\displaystyle 1{\bar {1}}1{\bar {1}}=20}
{\displaystyle {\bar {1}}1{\bar {1}}1=-20}
La possibilità di rappresentare anche i numeri negativi ha un costo sulle cifre da usare rispetto al sistema ternario standard, infatti, per rappresentare un generico numero n nel sistema ternario bilanciato occorrono {\displaystyle int[log_{3}({2\left\vert n\right\vert })]} cifre, superiori o tutt'al più uguali alle {\displaystyle int[log_{3}({\left\vert n\right\vert })]+1} cifre nel sistema ternario standard.